# Promulgazione
La promulgazione è l'atto formale con il quale il capo dello Stato o il presidente della Regione dichiara valido ed efficace un atto normativo.

## Contenuto
La promulgazione è un atto formale e solenne, compiuto di norma dal capo dello Stato, mediante il quale si attesta l'esistenza di un testo normativo di rango primario, nel contempo ordinandone l'osservanza e l'esecuzione: la prima attestazione avviene disponendo la pubblicazione (che è l'atto di dare alla cittadinanza la conoscenza pubblica del contenuto della legge), la seconda avviene apponendo in calce al testo una clausola che afferma la forza esecutiva e il carattere imperativo della norma.
Nella maggior parte dei sistemi giuridici odierni, viene fatta la distinzione concettuale tra "promulgazione" e "pubblicazione". Tuttavia, in passato tali termini erano considerati sinonimi.
La promulgazione, come sosteneva Baudry Lacantinerie, è l'«atto di nascita» della legge, in quanto le conferisce un'esistenza certa, autentica e la investe di imperatività perché impegna a tale funzione le attribuzioni coercitive dei capi di Stato.
La pubblicazione è invece il mezzo utilizzato per pubblicizzare il testo della legge o altra norma giuridica, solitamente inserendolo in un giornale ufficiale.

## La promulgazione nell'ordinamento italiano
Come indicato al 5º comma dell'art. 87 della Costituzione, la promulgazione delle leggi (eccetto le leggi regionali) viene effettuata dal Presidente della Repubblica con una delle formule previste dall'art. 1 del Testo unico delle disposizioni sulla promulgazione delle leggi, sulla emanazione dei decreti del Presidente della Repubblica e sulle pubblicazioni ufficiali della Repubblica italiana (decreto del Presidente della Repubblica 28 dicembre 1985, n. 1092).
Il D.P.R. n. 1092/1985 prevede distinte formule per la promulgazione delle leggi ordinarie dello Stato (art. 1) e delle leggi costituzionali (art. 2). È prevista, altresì, la formula di emanazione dei decreti normativi del Presidente della Repubblica (art. 3).
Nelle formule di promulgazione si distinguono chiaramente tre fasi: il riconoscimento dell'approvazione parlamentare ("La Camera dei deputati ed il Senato della Repubblica hanno approvato"), la dichiarazione di promulgazione ("Il Presidente della Repubblica promulga la seguente legge") e l'ordine di osservarla ("è fatto obbligo a chiunque spetti di osservarla e di farla osservare come legge dello Stato"). Le formule di promulgazione prevedono inoltre l'ordine di inserire la legge approvata nella raccolta ufficiale degli atti normativi ("La presente legge, munita del sigillo dello Stato, sarà inserita nella Raccolta ufficiale degli atti normativi della        Repubblica italiana"). Il riconoscimento dell'approvazione parlamentare espresso nella formula "La Camera dei deputati ed il Senato della Repubblica hanno approvato" costituisce un'attestazione del fatto che una legge è stata approvata nell'identico testo da entrambe le Camere; poiché un'attestazione comporta un accertamento dell'esistenza di fatti, ciò implica che il Presidente della Repubblica compiendo questa attestazione svolga un limitato controllo di legittimità formale dell'iter legislativo, per tal modo la promulgazione, oltre a essere la fase integrativa dell'efficacia della legge, esprime un limitato controllo di legittimità formale, di tipo "notarile", sul procedimento legislativo parlamentare. Conseguenza logica è che se per errore pervenisse al Presidente della Repubblica, dalla camera di ultima approvazione, un testo di legge testualmente difforme da quello approvato dalla camera della penultima approvazione, Egli sarebbe sempre tenuto a non promulgare tale testo di legge, indipendentemente dai limiti ordinariamente posti al potere di rinvio presidenziale.
Compito di questa fase del procedimento legislativo è l'attestazione dell'esistenza di una legge, venuta a essere con procedimento corretto e necessario, oltre che una funzione intimatoria nei confronti dei soggetti cui la legge stessa è rivolta.

### Limiti della promulgazione
La promulgazione è un atto dovuto da parte del Presidente. Incontra però dei limiti:
- Limite relativo: il Presidente può rinviare alle Camere una legge per una nuova deliberazione, ma deve comunque promulgare alla successiva deliberazione del Parlamento. Si parla in questo caso di "rinvio" o di veto sospensivo, che è lo strumento con il quale il Presidente della Repubblica Italiana partecipa all'atto legislativo decidendo di non promulgare la legge e di rimandarla all'esame delle camere. Se il parlamento approva per la seconda volta la legge in questione il Capo dello Stato è costretto a promulgarla, così come recita l'articolo 74 della Costituzione italiana, secondo cui: "Il Presidente della Repubblica, prima di promulgare la legge, con messaggio motivato inviato alle Camere può chiedere una seconda deliberazione. Se le Camere approvano nuovamente la legge deve essere promulgata"[2]
- Limiti assoluti: non sono previsti espressamente da atti normativi, ma si ricavano dall'ordinamento: innanzitutto il Presidente non é obbligato a promulgare atti che non siano leggi (atti diversi o che, pur autoqualificandosi come legge, non ne hanno il minimo requisito formale). L'altro limite assoluto si ricava implicitamente dall'art. 90 della Costituzione, secondo il quale il Presidente della Repubblica è responsabile per alto tradimento e attentato alla Costituzione: siccome nessuno può essere obbligato a compiere un reato, il Presidente può rifiutarsi. Si parla pertanto nel primo caso di "rifiuto" di promulgazione, in quanto la legge non può essere rinviata alle Camere, e nel secondo si ha una ipotesi di rinvio (giustificata dal grave motivo) con eventualmente il rifiuto alla successiva deliberazione assembleare.

Il Presidente della Repubblica in sede di rinvio può rilevare difetti sostanziali (la legge è in contrasto con i dettati costituzionali) oppure vizi formali (difetti sul procedimento legislativo) e in entrambi i casi spetta a lui porre il primo vero sindacato (preventivo) della legge.
Intorno a questo sindacato si appuntano talvolta i tentativi delle opposizioni di coinvolgere il Quirinale in una polemica contro la costituzionalità della legge approvata dalla maggioranza di Governo: ecco perché si ritiene che il giudizio sotteso al potere presidenziale sia permeato di opportunità politica e non significhi, né pregiudichi, censure operate dalla Corte costituzionale una volta adita propriamente.

### Termini
Secondo l'art 73 della Costituzione, le leggi sono promulgate dal Presidente della Repubblica entro un mese dalla loro approvazione, a meno che le Camere, entrambe a maggioranza assoluta dei propri componenti, ne dichiarino l'urgenza fissando nella legge stessa il limite temporale da rispettare.
Problema più rilevante è determinare il cosiddetto dies a quo, ovvero il giorno dal quale decorre il termine. Dopo varie tesi dottrinarie, si è arrivati alla conclusione che il dies a quo coincide con il giorno dell'approvazione definitiva della legge.
Le leggi sono pubblicate nella Gazzetta Ufficiale della Repubblica italiana subito dopo la promulgazione e comunque non oltre trenta giorni da essa (art. 12 della legge n. 839/1984).

## Rapporto con lamoral suasion
Sulla base della prassi delle lettere con cui il Presidente della Repubblica talvolta accompagna la propria firma alla legge, la dottrina ha "costruito" le figure della "promulgazione con monito", della "promulgazione con riserva", della "promulgazione condizionata" e della "promulgazione dissenziente". Tali figure sembrano tra loro diversificarsi in base al livello di criticità dei pareri presidenziali: per lo più sottintendono un intento cooperativo che ha trovato insufficiente accoglimento durante l'iter legis (mediante la moral suasion) e di cui il Capo dello Stato ritiene opportuno lasciare traccia pubblica al termine della vicenda parlamentare, anche solo per offrirne una interpretazione costituzionalmente orientata.
La prassi ha precedenti risalenti a Pertini, ma si è affermata sotto le presidenze Ciampi, Napolitano e Mattarella.